# 한수진 (배구 선수)
한수진(1999년 7월 2일 ~ )은 대한민국의 배구 선수이다. 2017년에 열린 한국배구연맹 신인선수 드래프트에서 전체 1순위로 GS칼텍스 서울 KIXX에 지명되며 프로 입단하였다.